# Buckhorn (comté d'Amador, Californie)
Buckhorn est une census-designated place du comté d'Amador, dans l'État de Californie, aux États-Unis,. En 2020, elle compte une population de 2 597 habitants.